# Ходикін Андрій Дмитрович
Андрій Ходикін (рос. Андрей Дмитриевич Ходыкин; нар. 21 березня 1986, Москва, СРСР) — російський футболіст, опорний захисник, гравець ТСК.

## Життєпис
Виступав за «Торпедо-ЗІЛ», московську «Зміну-РГ», дубль московського «Динамо», московську «Ніку», МВС Росії, вірменський «Пюнік», «Петрівку-38», «Спортакадемклуб», в сезоні 2006/07 років виступав клуб «Харків».
У 2011 році грав у вищій лізі чемпіонату Узбекистану за «Машал», де 24 квітня 2011 року стали автором однієї з головних сенсацій минулого чемпіонату Узбекистану, принісши «Машалу» своїм голом з 35 метрового штрафного удару перемогу над найтитулованішим і найвідомішим клубом країни, ташкентським «Пахтакором».
У 2012 році перейшов у тульський «Арсенал», разом з яким він вийшов у ФНЛ. Однак напередодні старту нового сезону Ходикін був відрахований з команди. 5 липня 2013 року захисник уклав контракт з іванівським «Текстильником». Дебютував за новий колектив Ходикін 10 липня в матчі 1/256 фіналу Кубка Росії проти володимирського «Торпедо», вийшовши на заміну 67-й хвилині замість Ігоря Балашова.
Старший брат Андрія Олексій Ходикін (нар. 1976 р.) теж був футболістом.